# Alison Harcourt
Pour les articles homonymes, voir Harcourt (homonymie).
Alison Grant Harcourt (née Doig ; le 24 novembre 1929) est une mathématicienne et statisticienne australienne plus connue pour avoir codéfini l'algorithme de branch and bound avec Ailsa Land tout en effectuant des recherches à la London School of Economics,,. Elle fait également partie de l'équipe qui a élaboré un seuil de pauvreté dans le cadre de l'enquête Henderson sur la pauvreté en Australie (en) et a aidé à introduire la méthode de double randomisation pour classer les candidats utilisés lors des élections australiennes,.

## Enfance et éducation
Harcourt est née Alison Doig à Colac, Victoria, en 1929. Son père est Keith Doig (en), médecin et footballeur. Sa mère, Louie Grant d'origine écossaise, est la sœur du physicien Sir Kerr Grant (en).  
Elle est scolarisée à Colac West State School, Colac High School et Fintona Girls' School (en). Après ses études, elle s'inscrit à l'université de Melbourne, obtenant un baccalauréat universitaire ès lettres avec une majeure en mathématiques, puis un baccalauréat universitaire en sciences avec spécialisation en physique. Tout en se spécialisant dans les statistiques, entreprenant une maîtrise universitaire ès lettres, elle a développé une technique de programmation linéaire entière.

## London School of Economics
Sur la base de son travail en programmation linéaire, elle commence à travailler à la London School of Economics (LSE) à la fin des années 1950. En 1960, Doig et sa collègue mathématicienne de la LSE, Ailsa Land, publient un article fondateur dans la revue d'économie Econometrica (« An Automatic Method for Solving Discrete Programming Problems »), qui décrit un algorithme d'optimisation des branches et des limites pour résoudre les problèmes NP-difficiles,. L'algorithme a des applications dans de nombreux domaines, notamment la logistique du transport et l'optimisation de l'angle du faisceau dans le traitement par radiothérapie.

## Université de Melbourne
En 1963, Doig retourne à Melbourne, où elle occupe un poste de maître de conférences en statistique à l'université de Melbourne.
Au milieu des années 1960, elle rejoint une équipe dirigée par le sociologue Ronald Henderson qui tentait de quantifier l'étendue de la pauvreté en Australie. L'équipe développe le seuil de pauvreté d'Henderson en 1973, qui est le revenu disponible requis pour subvenir aux besoins essentiels d'une famille de deux adultes et de deux enfants à charge. Les techniques développées par l'équipe Henderson sont utilisées par le Melbourne Institute of Applied Economic and Social Research (en) pour mettre à jour régulièrement le seuil de pauvreté de l'Australie depuis 1979.
En 1970, Harcourt prend un congé d'études en Suède, où elle co-écrit deux articles sur la chimie théorique — A simple demonstration of Hund’s Rule for the helium 2S and 2P States et Wavefunctions for 4-electron 3-centre bonding — avec son mari, le chimiste Richard Harcourt.
En 1975, après le limogeage du gouvernement Whitlam, Harcourt et son collègue statisticien Malcolm Clark remarquent des irrégularités dans la distribution de l'ordre des partis sur les bulletins de vote du Sénat pour les élections fédérales de 1975 qui ont été déterminées en tirant des enveloppes dans une boîte, les partis de la coalition en tenant une des deux premières positions dans chaque état. Harcourt et Clark présentent un mémoire au Joint Select Committee on Electoral Reform, qui aboutit à une modification de 1984 de la loi électorale du Commonwealth (en) pour introduire une méthode de double randomisation plus rigoureuse. Harcourt et Clark publient un article sur leur analyse et leurs recommandations pour le Australian and New Zealand Journal of Statistics en 1991.
Harcourt prend sa retraite en tant qu'universitaire de l'Université de Melbourne en 1994, mais continue d'y travailler comme tutrice de session en statistique.

## Prix et distinctions
En octobre 2018, elle est désignée Australien senior de l'année 2019 et en décembre de la même année elle est faite docteur honoris causa de l'université de Melbourne.  
En juin 2019, Harcourt est nommée officier de l'Ordre d'Australie en reconnaissance de son « service distingué aux mathématiques et à l'informatique grâce à une recherche et à un développement novateurs de programmation linéaire entière ».